# Acer castorrivularis
Acer castorrivularis — вимерлий вид клена, описаний на одиночному викопному листі. Вид відомий з найпізніших еоценових відкладень, відкритих у штаті Монтана, США. Це один із кількох вимерлих видів із секції Macrantha.

## Опис
Листки Acer castorrivularis прості за будовою і зазвичай мають яйцювату форму, з ідеально актинодромною структурою жилок, у яких первинні жилки починаються біля основи листової пластинки та розходяться до краю. Листя нелопатеві та мають п'ять первинних жилок, базальна пара яких слабо розвинена, і мають орієнтовний розмір 7 сантиметрів у довжину та 5 сантиметрів у ширину. Морфологія A. castorrivularis передбачає розміщення в відділі Acer Macrantha. Це ґрунтується на загальній структурі жилок і малих однакових за розміром зубцях, хоча це єдиний третинний представник секції Macrantha, який не має часток.